# Flore
Flore is een civil parish in het bestuurlijke gebied Daventry, in het Engelse graafschap Northamptonshire met 1194 inwoners.